# Zaleptus mertensi
Zaleptus mertensi is een hooiwagen uit de familie Sclerosomatidae.